# Memcached
Memcached est un système d'usage général servant à gérer la mémoire cache distribuée. Il est souvent utilisé pour augmenter la vitesse de réponse des sites web créés à partir de bases de données. Il gère les données et les objets en RAM de façon à réduire le nombre de fois qu'une même donnée stockée dans un périphérique externe est lue. Il tourne sous Unix, Windows et MacOS et est distribué selon les termes d'une licence libre dite permissive.
Memcached a été initialement mis au point par Danga Interactive pour LiveJournal. En 2010, il est utilisé par d'autres sites, plusieurs très fréquentés, tels que Wikipédia, YouTube, Reddit, Zynga, Facebook, et Twitter.

## Fonctionnement
Memcached s'installe sur un serveur qui est accessible par ses clients sur le port 11211, en TCP ou UDP.
Il propose ensuite plusieurs commandes :
- stats : informations sur le cache en cours.
- set : ajoute une paire clé-valeur dans le cache.
- add : ajoute une paire clé-valeur uniquement si la clé n'existe pas déjà.
- get : récupère la valeur à partir de la clé donnée en paramètre.
- delete : supprime la paire clé-valeur de la clé donnée.
- flush_all : supprime tout ce qu'il y a dans le cache.